# 梶ケ谷
- 日本 > 神奈川県 > 川崎市 > 高津区 > 梶ケ谷
- 日本 > 神奈川県 > 川崎市 > 宮前区 > 梶ケ谷

梶ケ谷（かじがや）は、川崎市高津区と宮前区に跨る地名。現行行政地名は、高津区側には梶ケ谷1丁目から梶ケ谷6丁目、宮前区側には大字梶ケ谷。「梶ヶ谷」や、東急の駅名から「梶が谷」と表記されることもある。

## 地理
地名の通り全体に渡り土地の起伏が大きく、坂道が多く平地がほとんどない。そのため、大規模なマンションは少なく、一戸建て住宅が多い。同様の理由により、大型商業施設もほとんどなく、一戸建ての個人商店が点在する程度である。多くの住民は、溝口や鷺沼へ買い物に出る。

### 地価
住宅地の地価は、2025年（令和7年）1月1日の公示地価によれば、梶ケ谷3丁目8番25の地点で32万円/m²となっている。

## 歴史
町名の由来は不明である。表記をそのままなら「梶の木の自生が多い谷戸」と言う事になる。梶の木は桑科の植物で、皮の繊維が布や紙の原料になる。一方、「鍛冶ヶ谷」とも取る事ができ、村の字に「金山台」があり、ここに古くは金山神社があったであろう事が説のひとつの根拠となっている。

### 沿革
- 弥生時代 -  梶ヶ谷神明社上遺跡の調査が1967年に行われ、弥生中期の住居跡が発掘された[7]。
- 古墳時代 - 北側の丘陵に梶ヶ谷古墳群が存在する。西福寺古墳（梶ケ谷第3児童公園内）・清水谷古墳・法界塚古墳がそれで、そのころ矢上川低地を支配する豪族の存在が考えられる。
- 中世 - 影向寺十二神将の修理墨書銘に「武州野河郷加□谷村」とあるのは、梶ヶ谷村の事と考えられ、また野河郷に属していたとうかがえる。
- 江戸時代 - 徳川氏領国となる。
- 17世紀半ば - 『武蔵田園簿』に「梶ヶ谷村　高149石9斗余、内98石6斗余田方、50石7斗余畑方、此分ヶ　111石5斗余天領　37石8斗余蜂屋氏知行」と記され、天領と旗本蜂屋氏の二給の地となっていた。
- 1697年（元禄10年） - 検地実施[8]。村高236石9斗余、内天領分178石8斗余　蜂屋氏分58石1斗余。
- 1698年（元禄11年） - 旗本蜂屋氏知行地は収公され、一村全て天領となる[8]。しかしその後も元天領分を古領、元蜂屋氏分は上知と呼び分けられたという。
- 1731年 - 東海道品川宿への加助郷の命。以後維新まで続く。
- 1735年 - 矢倉沢往還溝口宿へ半高助郷も務める事となる。
- 1752年（宝暦2年） - 新田の検地実施[8]。7石1斗余検見取となる。
- 1834年 - 『天保郷帳』に「高244石1斗余」と載る。この内訳は古領185石9斗余、上知58石1斗余であった。
- 1854年 - 新田の検地実施。4斗9升余。
- 1870年 - 神明社に小神社を合祠。3年後に村社となる。
- 1874年 - 大区小区制施行。5大区5小区に編入。5小区は梶ヶ谷・野川・馬絹・土橋・有馬の5村からなり、当村田村家に戸長役場が設けられた。この年隆盛学舍発足、西福寺が仮校舎となる。
- 1878年 - 郡区町村編制法施行、橘樹郡梶ヶ谷村となる。
- 1889年 - 市制町村制施行、宮前村誕生。その大字となる。
- 1938年 - 宮前村が川崎市に編入。川崎市梶ケ谷となる。
- 1941年 - この時期、矢上川沿いの水田では暗渠排水工事と耕地整理が進む。村域の北西部が軍に接収され、民家4戸が強制移動。東部62部隊の兵舎建設が始まる。
- 1945年 - 戦後、軍の演習地の返還が行われ、接収前の地元農民が土地を取り戻す。一部が大字宮崎字鎗ヶ崎となる。近郊農村として野菜栽培が進み、特にネギが特産物となる。
- 1966年 - 東急田園都市線が長津田まで開通。地域の北西部を通る。
- 1968年 - 矢上川沿いの水田地帯に、国鉄武蔵野南線梶ヶ谷貨物ターミナル駅の建設工事が始まる。完成は1976年。
- 1969年 - 梶ケ谷1 - 6丁目成立。
- 1970年 - 尻手黒川道路完成。
- 1972年 - 川崎市が区制施行、高津区誕生。高津区梶ケ谷となる。この年、川崎市立梶ヶ谷小学校が開校。
- 1982年 - 宮前区が誕生。尻手黒川道路の南側、字金山地区が宮前区に編入される。
- 1984年 - 川崎市立西梶ヶ谷小学校が開校。
- 2019年 - 梶ヶ谷貨物ターミナル駅が宮前区野川から宮前区梶ケ谷に編入。

## 世帯数と人口
2025年（令和7年）6月30日現在（川崎市発表）の世帯数と人口は以下の通りである。
| 区     | 大字・丁目  | 世帯数    | 人口     |
| ------ | ----------- | --------- | -------- |
| 高津区 | 梶ケ谷1丁目 | 376世帯   | 645人    |
| 高津区 | 梶ケ谷2丁目 | 1,505世帯 | 2,999人  |
| 高津区 | 梶ケ谷3丁目 | 1,344世帯 | 2,393人  |
| 高津区 | 梶ケ谷4丁目 | 669世帯   | 1,475人  |
| 高津区 | 梶ケ谷5丁目 | 734世帯   | 1,540人  |
| 高津区 | 梶ケ谷6丁目 | 686世帯   | 1,557人  |
| 高津区 | 高津区 計   | 5,314世帯 | 10,609人 |
|        |             |           |          |
| 宮前区 | 梶ケ谷      | 1,235世帯 | 2,698人  |
| 計     | 計          | 6,549世帯 | 13,307人 |

### 人口の変遷
国勢調査による人口の推移。なお、高津区側と宮前区側との合算である。
| 年                 | 人口   |
| ------------------ | ------ |
| 1995年（平成7年）  | 10,554 |
| 2000年（平成12年） | 10,667 |
| 2005年（平成17年） | 11,814 |
| 2010年（平成22年） | 12,341 |
| 2015年（平成27年） | 12,694 |
| 2020年（令和2年）  | 13,309 |

### 世帯数の変遷
国勢調査による世帯数の推移。なお、高津区側と宮前区側との合算である。
| 年                 | 世帯数 |
| ------------------ | ------ |
| 1995年（平成7年）  | 4,311  |
| 2000年（平成12年） | 4,511  |
| 2005年（平成17年） | 5,051  |
| 2010年（平成22年） | 5,576  |
| 2015年（平成27年） | 5,760  |
| 2020年（令和2年）  | 6,187  |

## 学区
市立小・中学校に通う場合、学区は以下の通りとなる（2024年3月時点）。
| 区     | 大字・丁目  | 番地   | 小学校                 | 中学校             |
| ------ | ----------- | ------ | ---------------------- | ------------------ |
| 高津区 | 梶ケ谷1丁目 | 全域   | 川崎市立西梶ヶ谷小学校 | 川崎市立宮崎中学校 |
| 高津区 | 梶ケ谷2丁目 | 全域   | 川崎市立西梶ヶ谷小学校 | 川崎市立宮崎中学校 |
| 高津区 | 梶ケ谷3丁目 | 全域   | 川崎市立梶ヶ谷小学校   | 川崎市立宮崎中学校 |
| 高津区 | 梶ケ谷4丁目 | 全域   | 川崎市立梶ヶ谷小学校   | 川崎市立宮崎中学校 |
| 高津区 | 梶ケ谷5丁目 | 全域   | 川崎市立梶ヶ谷小学校   | 川崎市立宮崎中学校 |
| 高津区 | 梶ケ谷6丁目 | 全域   | 川崎市立梶ヶ谷小学校   | 川崎市立宮崎中学校 |
| 宮前区 | 梶ケ谷      | 1～5番 | 川崎市立梶ヶ谷小学校   | 川崎市立宮崎中学校 |
| 宮前区 | 梶ケ谷      | その他 | 川崎市立野川小学校     | 川崎市立野川中学校 |

## 事業所
2021年（令和3年）現在の経済センサス調査による事業所数と従業員数は以下の通りである。
| 区     | 大字・丁目  | 事業所数  | 従業員数 |
| ------ | ----------- | --------- | -------- |
| 高津区 | 梶ケ谷1丁目 | 8事業所   | 661人    |
| 高津区 | 梶ケ谷2丁目 | 63事業所  | 584人    |
| 高津区 | 梶ケ谷3丁目 | 54事業所  | 429人    |
| 高津区 | 梶ケ谷4丁目 | 20事業所  | 180人    |
| 高津区 | 梶ケ谷5丁目 | 41事業所  | 276人    |
| 高津区 | 梶ケ谷6丁目 | 47事業所  | 286人    |
| 高津区 | 高津区 計   | 233事業所 | 2,416人  |
|        |             |           |          |
| 宮前区 | 梶ケ谷      | 61事業所  | 1,073人  |
| 計     | 計          | 294事業所 | 3,489人  |

### 事業者数の変遷
経済センサスによる事業所数の推移。
| 年                 | 事業者数 |
| ------------------ | -------- |
| 2016年（平成28年） | 279      |
| 2021年（令和3年）  | 294      |

### 従業員数の変遷
経済センサスによる従業員数の推移。
| 年                 | 従業員数 |
| ------------------ | -------- |
| 2016年（平成28年） | 2,876    |
| 2021年（令和3年）  | 3,489    |

## 交通
地内には旅客鉄道駅はない。東急田園都市線の梶が谷駅は隣接しているが地名上は高津区末長に所在する。JR武蔵野線の梶ヶ谷貨物ターミナル駅は川崎市野川地区の住居表示事業の進捗に伴い、2019年10月15日に、駅舎の所在地が宮前区野川から宮前区梶ケ谷に変更された。
国道246号に梶ヶ谷交差点がある。また高津区側と宮前区側を分ける形で尻手黒川道路が走っており、いずれも市内の交通の要衝を担う。
梶が谷駅から東急バス梶01系統が、尻手黒川道路まで（高津区梶ケ谷6丁目の「西福寺前」）を南北に縦貫して走っており、住民の重要な足となっている。特に朝ラッシュ時の梶が谷駅行きは3分おきに1台という、東急バスでも有数の高密度便となっているが、野川方面からの乗客も多いため、それでも乗客をさばききれない事態も生じている。平日・土曜は梶が谷駅発の深夜バスも運行されている。
宮前区側には、2027年に開業予定の中央新幹線の非常口の設置が予定されている。

## 施設
高津区梶ケ谷1丁目に虎の門病院分院、同2丁目に川崎国道事務所、コジマ×ビックカメラ梶ヶ谷店が立地する他は大きな施設はないが、近隣の末長には高津郵便局、新作には川崎市民プラザがある。いずれも梶が谷駅から徒歩あるいはバスで行ける。

### 公共サービス
警察
高津区側は高津警察署末長交番、宮前区側は宮前警察署馬絹交番の管轄。
郵便
高津区梶ケ谷5丁目に川崎梶ヶ谷郵便局が所在。宮前区側は川崎馬絹郵便局が至便。
消防
川崎市消防局高津消防署梶ヶ谷出張所、宮前消防署野川出張所が至便。
小学校
高津区梶ケ谷2丁目に市立西梶ヶ谷小学校、4丁目に市立梶ヶ谷小学校が所在。宮前区側は市立野川小学校に通学。
中学校
高津区側は市立宮崎中学校（宮前区）、宮前区側は市立野川中学校に通学。
その他
高津区梶ケ谷6丁目に梶ヶ谷こども文化センターが所在。

## エピソード
梶ヶ谷事件
tvkの音楽番組saku sakuの「うた」コーナーで2008年1月、「立てよ!川崎市民!川崎7区アンソロジー」と称して川崎市内各区の「うた」が放送されるが、「宮前区のうた」の中に「梶ヶ谷」を使った歌詞が入っていた。これに対し、視聴者から「梶ヶ谷は高津区ではないか」という問い合わせが番組に多数寄せられた。後日うたを制作した番組MCの白井ヴィンセントが、番組中で「梶ヶ谷事件」と称し「梶ヶ谷は高津区と宮前区に分かれている」と説明したが、「川崎市民的には梶ヶ谷と言えば高津区だ」という結論に至った。これを受け、後日発売されたDVD「saku saku ver.4.0 定刻の逆襲」および、川崎にまつわる楽曲を収録したコンピレーションアルバム「おんまちベストコレクション 好きです♥かわさき」に収録されたバージョンでは「宮前区のうた」の歌詞が差し替えられている。

## その他

### 日本郵便
- 集配担当する郵便局と郵便番号は以下の通りである[23]

| 区     | 郵便番号 | 郵便局     |
| ------ | -------- | ---------- |
| 高津区 | 213-0015 | 高津郵便局 |
| 宮前区 | 216-0034 | 宮前郵便局 |

### 警察
町内の警察の管轄区域は以下の通りである。
| 区     | 大字・丁目  | 番・番地等                  | 警察署     | 交番・駐在所 |
| ------ | ----------- | --------------------------- | ---------- | ------------ |
| 高津区 | 梶ケ谷1丁目 | 全域                        | 高津警察署 | 末長交番     |
| 高津区 | 梶ケ谷2丁目 | 全域                        | 高津警察署 | 末長交番     |
| 高津区 | 梶ケ谷3丁目 | 全域                        | 高津警察署 | 末長交番     |
| 高津区 | 梶ケ谷4丁目 | 全域                        | 高津警察署 | 末長交番     |
| 高津区 | 梶ケ谷5丁目 | 全域                        | 高津警察署 | 末長交番     |
| 高津区 | 梶ケ谷6丁目 | 全域                        | 高津警察署 | 末長交番     |
| 宮前区 | 梶ケ谷      | 1～5番地、 1,018～1,536番地 | 宮前警察署 | 馬絹交番     |